# Heinrich Fischbach (Maler)
Johann Heinrich Fischbach (* 30. August 1833 in Unna, Kreis Hamm, Provinz Westfalen; † nach 1861) war ein deutscher Maler der Düsseldorfer Schule und Restaurator.

## Leben
Fischbach besuchte von 1850 bis 1854 die Kunstakademie Düsseldorf. Dort war er Schüler der Bauklasse von Rudolf Wiegmann sowie der Malklasse von Theodor Hildebrandt und Christian Köhler. Außerdem wurde er von Heinrich Mücke in Anatomie und Proportion unterrichtet. Später ließ er sich in Lüneburg nieder. Aus der kunsthistorischen Literatur ist er hauptsächlich als Restaurator bekannt. 1861 hatte er den Auftrag, den Berliner Totentanz zu restaurieren, ein übertünchtes, von Friedrich August Stüler wiederentdecktes mittelalterliches Wandgemälde in der Berliner Marienkirche.